# Диспетчер устройств
Диспетчер устройств — оснастка консоли управления в операционной системе Windows, перечисляющая установленные устройства и выделенные им ресурсы (запросы на прерывания, каналы DMA, область памяти, порты ввода-вывода), драйверы устройств.
Расположение (командная строка для вызова): «C:\Windows\System32\devmgmt.msc»
Основные возможности для устройств:
- управление драйверами;
- включение и отключение устройств;
- отключение неисправных устройств;
- просмотр дополнительной технической информации.

Диспетчер устройств был представлен в Windows 95 и позднее добавлен в Windows 2000. В версиях на базе NT он включён в оснастку Microsoft Management Console.